# Varta rubrovittatus
Varta rubrovittatus är en insektsart som beskrevs av Matsumura 1914. Varta rubrovittatus ingår i släktet Varta och familjen dvärgstritar. Inga underarter finns listade i Catalogue of Life.